# Віллароманьяно
Віллароманьяно (італ. Villaromagnano, п'єм. La Vilëtta) — муніципалітет в Італії, у регіоні П'ємонт,  провінція Алессандрія.
Віллароманьяно розташоване на відстані близько 440 км на північний захід від Рима, 100 км на схід від Турина, 23 км на схід від Алессандрії.
Населення — 713 осіб (2014).
Щорічний фестиваль відбувається 29 вересня. Покровитель — святий Михайло.

## Демографія
Населення за роками:

Станом на 1 січня 2023 року в муніципалітеті офіційно проживало 29 іноземців з 10 країн, серед них 12 громадян країн Євросоюзу та 2 громадяни України.

## Сусідні муніципалітети
- Карбонара-Скривія
- Черрето-Груе
- Коста-Весковато
- Падерна
- Сареццано
- Спінето-Скривія
- Тортона